# Lake Grasmere
Der Lake Grasmere ist ein See im Selwyn District der Region Canterbury auf der Südinsel von Neuseeland.

## Geographie
Der Lake Grasmere befindet sich rund 3,5 km westlich und rund 5,2 km südlich des Waimakariri River, zwischen dem New Zealand State Highway 73, rund 520 m im Westen und der Eisenbahnlinie der Midland Lane, rund 550 m nordöstlich. Der See, der auf einer Höhe von 584 m liegt, erstreckt sich bei einem Seeumfang von rund 4,79 km über eine Fläche von 65,2 Hektar. Seine Länge beträgt rund 1,52 km in Nordnordwest-Südsüdost-Richtung und misst an seiner breitesten Stelle rund 610 m in Südwest-Nordost-Richtung.
Der See wird durch einige wenige Bäche gespeist und vermutlich vom Ribbonwood Stream, der rund 650 m südlich des Gewässers im Boden versickert. Wenn der See ausreichend Wasser führt, entwässert er in Richtung Norden über den Grasmere Stream.
Rund 630 m nordnordöstlich befindet sich der Lake Sarah und rund 2,6 km südlich ist der Lake Pearson zu finden.